# Othon de Brunswick-Göttingen
Othon (24 juin 1292 – 30 août 1344, Göttingen) est duc de Brunswick-Lunebourg et prince de Göttingen et de Wolfenbüttel de 1318 à sa mort.
Fils d'Albert II, il est nommé protecteur de ses deux frères mineurs Magnus et Ernest. À sa mort, ils lui succèdent conjointement à la tête des deux principautés, avant de se les partager un an plus tard.
Othon avait épousé en 1311 Jutta (morte en 1317), fille du landgrave Henri Ier de Hesse, puis s'était remarié en 1319 avec Agnès (1297-1334), fille du margrave Hermann Ier de Brandebourg. Ces deux unions étaient restées stériles.